# Peter Wasmund
Peter Wasmund (* 5. August 1586 in Neubrandenburg; † 2. Juli 1632 in Rostock) war ein deutscher Jurist und Hochschullehrer.

## Leben
Peter Wasmund war ein Sohn des Neubrandenburger Kaufmanns Nicolas Wasmund und dessen Ehefrau Catharina Mumm. Er besuchte das Marienstiftsgymnasium in Stettin und studierte seit 1606 in Wittenberg, Frankfurt (Oder), Rostock und Leipzig. 1615 wurde Wasmund in Rostock zum Dr. jur. promoviert.
Er heiratete Christina Cothmann († 1656), eine Schwester des Rostocker Professors Ernst Cothmann. 1622 zum Assessor am Hof- und Landgericht ernannt, erhielt er 1625 die Professur seines verstorbenen Schwagers Cothmann. 1627 ernannte ihn Herzog Johann Albrecht zu seinem Rat und zum herzoglichen Kanzleidirektor in Güstrow. 1631 machte Herzog Adolph Friedrich ihn zu seinem Kanzler und Kanzleidirektor in Schwerin, wobei Wasmund die Professur in Rostock beibehielt.
Während der Sommersemester 1628 und 1631 war Wasmund zum Rektor der Rostocker Universität gewählt worden.